# Charles Lagrand
 Charles Henri Lagrand  né  le 11 septembre 1920 à Philadelphie et mort le 4 février 2004 à Marseille, est un archéologue français, conservateur de musée.

## Biographie
Il naît en Pennsylvanie en 1920. Son père, Charles A. Lagrand, est américain, et sa mère, Rosette Durbec est française. Il finit son enseignement secondaire en Californie.
Après la guerre, Charles s'installe en France. Devenu assistant archéologue, Charles poursuit ses études et écrit une thèse. Il participe à des chantiers de fouilles archéologiques durant ses congés estivaux.
Il est chargé de recherche au CNRS et président fondateur de la Société péguoise de préhistoire, d'histoire et archéologie. Il est fondateur du musée archéologique du Pègue.

## Fouilles
- 1955-1985 - Fouilles de l'Oppidum Saint-Marcel en compagnie de Jean-Jacques Hatt
- 1955-1962 - Fouilles à Martigues
- 1957-1962 - Fouilles  de sauvetage à la Grotte Murée avec Jean Courtin, Henry de Lumley, dans le cadre de l'aménagement des Gorges du Verdon par EDF.
- 1962-1967 - Fouilles de la Grotte C, à Baudinard (Var), dans les Gorges du Verdon
- 1968-1972 - Fouilles du site du col Sainte-Anne au lieu-dit Notre-Dame du Rot
- 1970-1979 - Fouilles à L'Arquet, Tamaris et Saint-Pierre.
- 1971-1987 - Oppidum de Saint-Pierre lès Martigues

## Œuvres
(liste chronologique, non exhaustive)
- 1958  -   Fouilles au Pègue, (Drôme) , dans :  Cahiers Ligures de Préhistoire et d'Archéologie, 7, p. 123-126.
- 1959  -   Fouilles au Pègue, (Drôme) , dans :  Cahiers Ligures de Préhistoire et d'Archéologie, 8, p. 218-223.
- 1959  -   Un habitat côtier de l'Age du Fer à l'Arquet, à la Couronne (Bouches-du-Rhône), dans : Gallia vol.17, numéro 17-1, pp. 179–201. Paris, CNRS.
- 1960  -   Fouilles au Pègue, (Drôme) , dans :  Cahiers Ligures de Préhistoire et d'Archéologie, 9, p. 244.
- 1961  -   Fouilles au Pègue, (Drôme) , dans :  Cahiers Ligures de Préhistoire et d'Archéologie, 10, p. 209-210.
- 1962  -   Fouilles au Pègue, (Drôme) , dans :  Cahiers Ligures de Préhistoire et d'Archéologie, 11, p. 262-264.
- 1963  -   Fouilles au Pègue, (Drôme) , dans :  Cahiers Ligures de Préhistoire et d'Archéologie, 12, p. 250-252.
- 1963  -   La céramique pseudo-ionienne dans la vallée du Rhône, dans : Cahiers Rhodaniens, 10, p. 37-82.
- 1963  -   Les fouilles du Pègue, habitat protohistorique en Haute Provence, dans :  Bulletin de la Société préhistorique de France, vol.60., n°1-2, p.123-128.
- 1965  -   Un "dieu cavalier", peint sur céramique pseudo-ionienne trouvé au Pègue (Drôme), dans :  Gallia n°23, p. 257-260.
- 1968  -   Recherche sur le Bronze final en Provence méridionale ( thèse de doctorat dactylographiée), Aix, 394.p[3]. 88.pl[4]
- 1973  -   Les habitats protohistoriques du Pègue (Drôme) , Le Sondage 8, (1957-1971), à Grenoble, Centre. Documentation. Préhistoire. Alpine., 2. En collaboration avec J.P. Thalmann.
- 1976  -  Les Civilisations de l'Age du Bronze en Provence, le Bronze final, dans: la Préhistoire française, t.2, CNRS, p. 452-458.
- 1976  -   Néolithique et âges des métaux dans les Alpes françaises , directeur en collaboration avec Aimé Bocquet, Union Internationale des Sciences préhistoriques et protohistoriques IX congrès Nice, 13-18 septembre 1976, sous la direction de Lagrand et Aimé Bocquet, préface de Michel Guy, UISPP.205.p. Illustrations.
- 1976  -   Les champs d'urnes dans la Midi de la France  Union Internationale des Sciences préhistoriques et protohistoriques, IX Congrès, Nice 13-18 septembre 1976, sous la direction de Charles Lagrand..., Paris, CNRS.
- 1978  -   Guide des collections préhistoriques et protohistoriques de Le Pègue (Drôme), Grignan.
- 1979  -   La répartition du bucchero nero dans la vallée du Rhône et en Provence - Côte d'Azur , Actes de la Table-Ronde sur le  Bucchero nero étrusque et sa diffusion en Gaule méridionale, (Aix-en-Provence 21-23 mai 1975), Coll.Latomus, Vol.160, p. 124-134.
- 1979  -   Un nouveau site de la période de colonisation grecque: Saint-Pierre-lès-Martigues, (Bouches-du-Rhône), VIe siècle av. J.-C. - Ier siècle, dans : DAM, 2, p. 81-106.
- 1981  -   Les monnaies de Saint-Pierre-lès-Martigues, (Bouches-du-Rhône), dans: DAM,4, p. 5-28.
- 1981  -   Les stèles cultuelles protohistoriques du Pègue (Drôme), dans :  Revue Archéologique de l'Est, n°32, p. 121-130.
- 1981  -   Le territoire de Martigues au Bronze final et à l'Âge de Fer, dans Quatrième centenaire de l'Union des Trois Quartiers de Martigues, Ville de Martigues et Fédération Historique de Provence, Marseille, p. 39-54.
- 1983  -   Le Pègue, oppidum gaulois et sanctuaire indigène, les Gaulois de l'âge du Fer, histoire et archéologie , dans :  Les Dossiers, n°78, p.11-15.
- 1985  -   L'oppidum Saint-Marcel du Pègue:grenier à céréales à l'âge du Fer, dans :  Études Drômoises-3-4., p.42-50.
- 1985  -   Saint-Marcel, Le Pègue dans la Drôme, dans : Les enceintes protohistoriques de Gaule méridionale , Caveirac, p. 101-104.
- 1986  -   Les habitats de Tamaris, l'Arquet, et Saint-Pierre à Martigues, Université de Provence, collection travaux du Centre Camille Jullian, Études massaliètes, 1, Actes de la Table ronde d'Aix en Provence, du 16 mars 1985, ed.Bats Michel, Henri Tréziny: Le territoire de Marseille grecque, p. 127-135.
- 1987  -   Le premier âge du Fer dans le Sud-Est de la France, dans : Études hallstattiennes  Tübinger Kolloquium zur westeuropäischen Hallstatt-Zeit/Franz Fischer, Bernard Bouloumié, Charles Lagrand, Weinheim; VCH,c.1987.p. 44-88.

## Hommages
- le Musée de Le Pègue a donné son nom à la grande salle d'exposition depuis le 25 août 2001,